# Murayama
Murayama (Japans: 村山市, Murayama-shi) is een stad in de prefectuur Yamagata in het noorden van Honshu, Japan. De stad heeft een oppervlakte van 196,83 km² en begin 2008 ruim 27.500 inwoners.

## Geschiedenis
Murayama werd op 1 november 1954 een stad (shi) na samenvoeging van een gemeente en vijf dorpen.

## Verkeer
Murayama ligt aan de Yamagata-shinkansen en de Ōu-hoofdlijn van de East Japan Railway Company.
Murayama ligt aan de Tōhoku-Chuo-snelweg en aan de autowegen 13 en 347.

## Stedenband
Murayama heeft een stedenband met
- Jakoetsk, Rusland, sinds 21 april 1992.

## Aangrenzende steden
- Higashine
- Sagae
- Obanazawa